# Perico (Argentina)
Perico (o Ciudad Perico) è un comune (municipio in spagnolo) dell'Argentina, appartenente alla provincia di Jujuy, nel dipartimento di El Carmen. Si trova nel nord-ovest del dipartimento, a 35 km dalla capitale provinciale San Salvador de Jujuy.
In base al censimento del 2001, nel territorio comunale dimorano 41.674 abitanti, con un aumento del 31,41% rispetto al censimento precedente (1991). Di questi abitanti, il 49,9% sono donne e il 50,1% uomini. Nel 2001 la sola città di Perico, sede municipale, contava 36.320 abitanti; il resto nelle frazioni e nei centri rurali.
Con legge provinciale del 29 ottobre 1913, l'abitato urbano diventa commissione municipale col nome di Estación Perico. Nello stesso periodo sono costruite le due ferrovie che collegano la città con la capitale provinciale San Salvador e con Pocito, al confine con la Bolivia. Il 19 aprile 1967 è inaugurato l'aeroporto internazionale Horacio Guzmán, sito nel territorio comunale; lo stesso giorno la città assume il nome attuale.
A Perico ha sede l'Associazione dei Sammarinesi di Jujuy e Salta, con 212 iscritti.